# Tylocephale
Tylocephale là một chi khủng long, được Maryanska & Osmólska mô tả khoa học năm 1974.